# Kalinovik
Kalinovik (en serbe en écriture cyrillique : Калиновик) est une ville et une municipalité de Bosnie-Herzégovine située au sud-est de la république serbe de Bosnie et dans la région de Foča. Selon les premiers résultats du recensement bosnien de 2013, la ville intra muros compte 1 093 habitants et la municipalité 2 240.

## Géographie

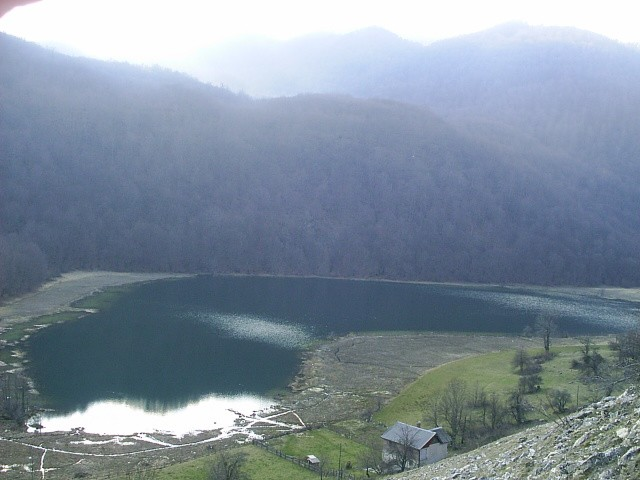
Le lac de Cervanj près d'Ulog

## Histoire

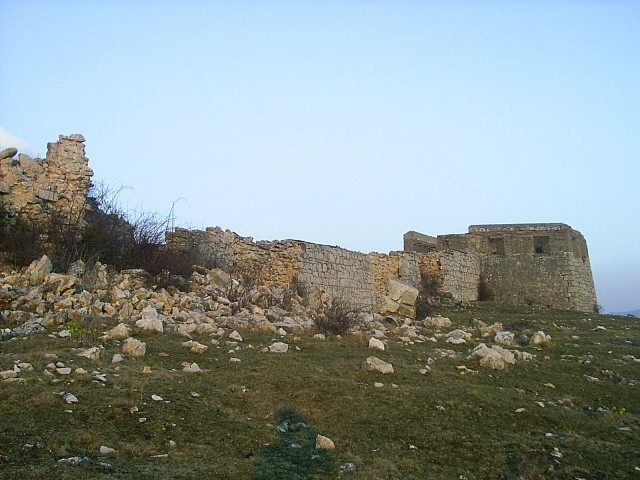
La forteresse de Kalinovik

## Localités

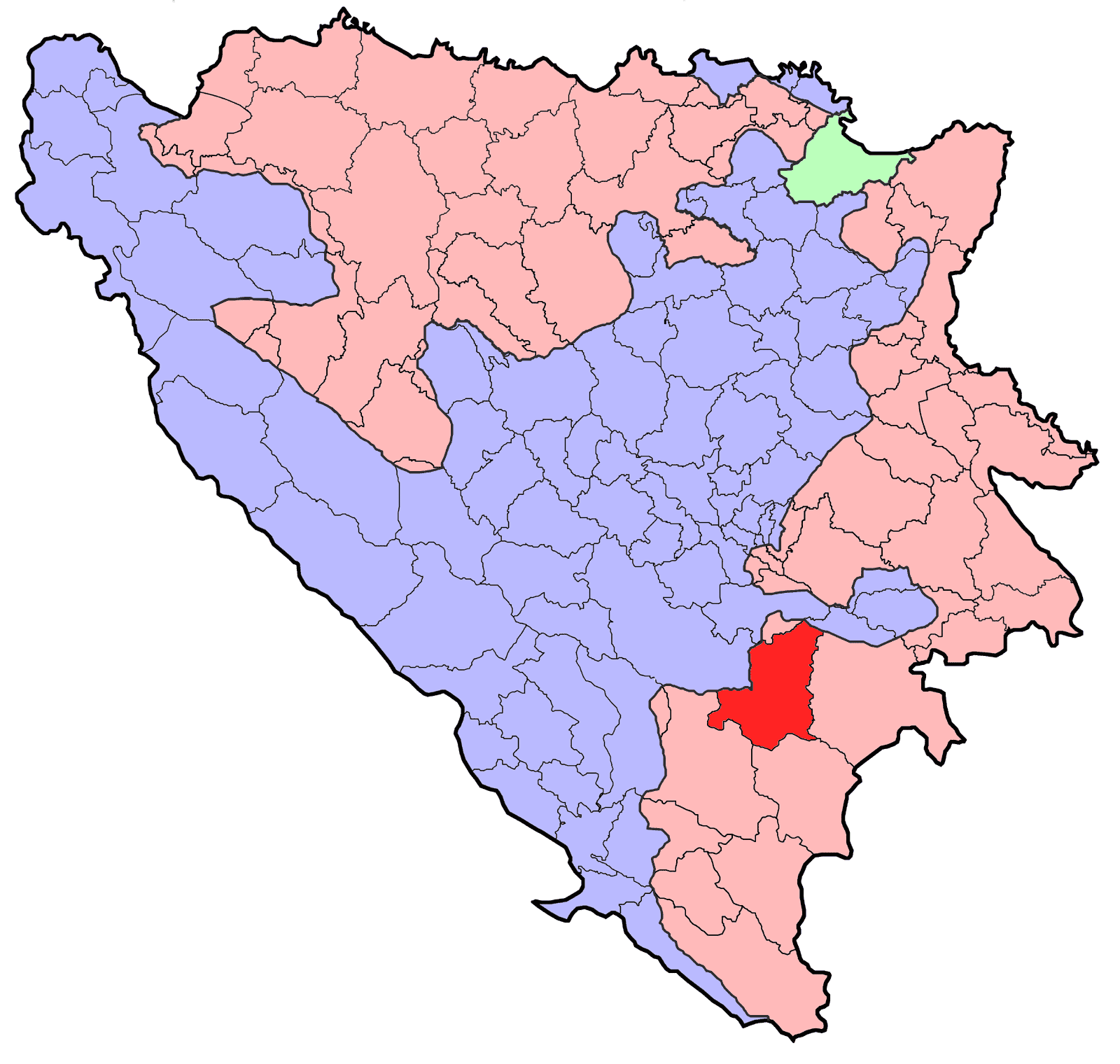
Localisation de la municipalité de Kalinovik en Bosnie-Herzégovine

La municipalité de Kalinovik compte 71 localités :
| - Bak - Bojići - Boljanovići - Borija - Božanovići - Brda - Bukvica - Cerova - Čestaljevo - Daganj - Dobro Polje - Dragomilići - Dubrava - Golubići | - Gradina - Graiseljići - Gvozno - Hotovlje - Hreljići - Jablanići - Jažići - Jelašca - Jezero - Kalinovik - Klinja - Kolakovići - Kovačići - Krbljine - Kruščica | - Kuta - Kutine - Luko - Ljusići - Mekoča - Mjehovina - Mosorovići - Mušići - Nedavić - Obadi - Obalj - Obrnja - Osija - Plačikus - Pločnik | - Polje - Popovići - Porija - Presjedovac - Rajac - Rastovac - Ruđice - Sela - Sijerča - Sočani - Strane - Susječno - Šivolji - Tmuše - Tomišlja | - Trešnjevica - Trnovica - Tuhobić - Ulog - Unukovići - Varizi - Varoš - Vihovići - Vlaholje - Vrhovina - Vujinovići - Zelomići |

## Démographie

### Villeintra muros

#### Évolution historique de la population dans la villeintra muros
| 1948 | 1953 | 1961 | 1971 | 1981  | 1991   | 2013  |
| ---- | ---- | ---- | ---- | ----- | ------ | ----- |
| -    | -    | 703  | 795  | 1 196 | 1 385, | 1 093 |

|  |

### Municipalité

#### Évolution historique de la population dans la municipalité
| 1971  | 1981  | 1991  | 2013  |
| ----- | ----- | ----- | ----- |
| 9 458 | 6 597 | 4 667 | 2 240 |

#### Répartition de la population par nationalités dans la municipalité (1991)
En 1991, sur un total de 4 667 habitants, la population se répartissait de la manière suivante :

## Politique
À la suite des élections locales de 2012, les 17 sièges de l'assemblée municipale se répartissaient de la manière suivante :
| Parti                                               | Sièges |
| --------------------------------------------------- | ------ |
| Alliance des sociaux-démocrates indépendants (SNSD) | 7      |
| Parti démocratique serbe (SDS)                      | 4      |
| Mouvement pour Kalinovik                            | 3      |
| Parti du progrès démocratique (PDP)                 | 2      |
| Parti radical serbe de la République serbe (SRS RS) | 1      |

Mileva Komlenović, membre de l'Alliance des sociaux-démocrates indépendants (SNSD), a été élue maire de la municipalité.

## Tourisme

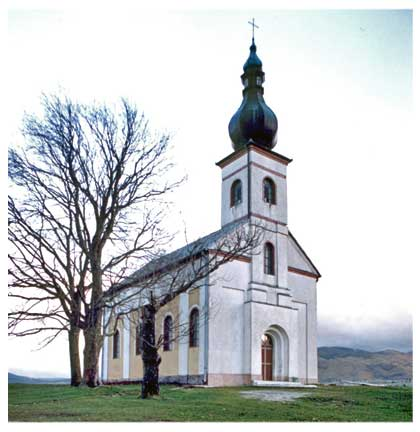
L'église Saint-Pierre-et-Saint-Paul

## Personnalité
Le général Ratko Mladić est né à Kalinovik. Le poète, sénateur et académicien Rajko Petrov Nogo est né en 1945 dans le village de Borija.